# Odonticium flavicans
Odonticium flavicans är en svampart som först beskrevs av Giacopo Bresàdola, och fick sitt nu gällande namn av Nakasone 2008. Odonticium flavicans ingår i släktet Odonticium, klassen Agaricomycetes, divisionen basidiesvampar och riket svampar.   Inga underarter finns listade i Catalogue of Life.